# Mathias Nielsen
Mathias Aaris Kragh Nielsen (ur. 2 marca 1991 w Herfølge) – duński piłkarz, grający na pozycji środkowego obrońcy w HB Køge.

## Kariera juniorska
Nielsen swoją karierę piłkarską rozpoczynał w klubie Herfølge BK. W 2009 roku przeniósł się on do HB Køge. Rok później Duńczyk podpisał kontrakt z seniorską drużyną FC Nordsjælland.

## Kariera seniorska

### FC Nordsjælland
Nielsen zagrał w barwach tego klubu jeden mecz – przeciwko FC Midtjylland (porażka 0:4). Duńczyk wystąpił także trzykrotnie w drużynie U-19 FC Nordsjælland – w lutym 2011 roku w ramach Viareggio Cup.

### Viborg FF
Nielsen trafił na półroczne wypożyczenie do Viborg FF, gdzie miał grać przez rundę wiosenną sezonu 2011/2012. Było to spowodowane przyjściem do Nordsjælland Ivana Runje – chorwackiego środkowego obrońcy. W Viborgu Duńczyk zadebiutował 5 kwietnia 2012 roku w zremisowanym 2:2 meczu z Akademiskiem BK. W barwach tego zespołu rozegrał 9 spotkań, w których nie zdobył żadnej bramki.

### Næstved BK
Nielsen w lipcu 2012 roku podpisał kontrakt z Næstved BK.

### AC Horsens
18 lipca 2014 roku Nielsen przeszedł do AC Horsens. Pierwszy występ w tej drużynie zaliczył 27 lipca 2014 roku w meczu z jego byłym klubem – Viborg FF (1:1). Przez 5 lat gry dla AC Horsens, Duńczyk wybiegał w jego barwach na murawę w 117 meczach ligowych, zdobywając przy tym 4 bramki.

### Randers FC
Wraz z dniem 1 lipca 2019 roku Nielsen dołączył do drużyny Randers FC. Podpisał on trzyletni kontrakt z tym klubem. Pierwszy mecz w tym zespole rozegrał 14 lipca 2019 roku z SønderjyskE (1:2). Łącznie w barwach Randers w lidze duńskiej wystąpił w 49 spotkaniach i strzelił jedną bramkę.

### HB Køge
Latem 2021 roku Nielsen został piłkarzem HB Køge. Podpisał z tym klubem 2-letni kontrakt.

## Kariera reprezentacyjna
Nielsen zaliczył jeden występ w młodzieżowej reprezentacji Danii (U-20). Był to mecz przeciwko USA (2:3 dla Amerykanów), który odbył się 28 lipca 2010 roku.

## Sukcesy
- Mistrzostwo Danii – z FC Nordsjælland, sezon 2011/2012[17]